# Попов Михайло Абрамович
Михайло Абрамович Попо́в (1753 рік — 8 вересня 1811 року) — російський купець 2-ї гільдії, перший міський голова Пермі.
Михайло Абрамович Попів народився в 1753 році в сім'ї чердинського купця Абрама Попова (1724—?) і його дружини Парасковії Іванівни, уродженої Верещагіної. У нього був брат Петро і сестра Домініка. У 1764 році його батько переїхав в Кунгур.
Коли в 1871 році було установлено Пермське намісництво, Михайло Абрамович приїхав до Пермі та був вибраний першим міським головою. Він займав цей пост з 18 жовтня 1781 року до 18 жовтня 1784 року і повторно з 1793 до 1796 року.